# Lanceur super lourd
Pour un article plus général, voir Lanceur (astronautique).

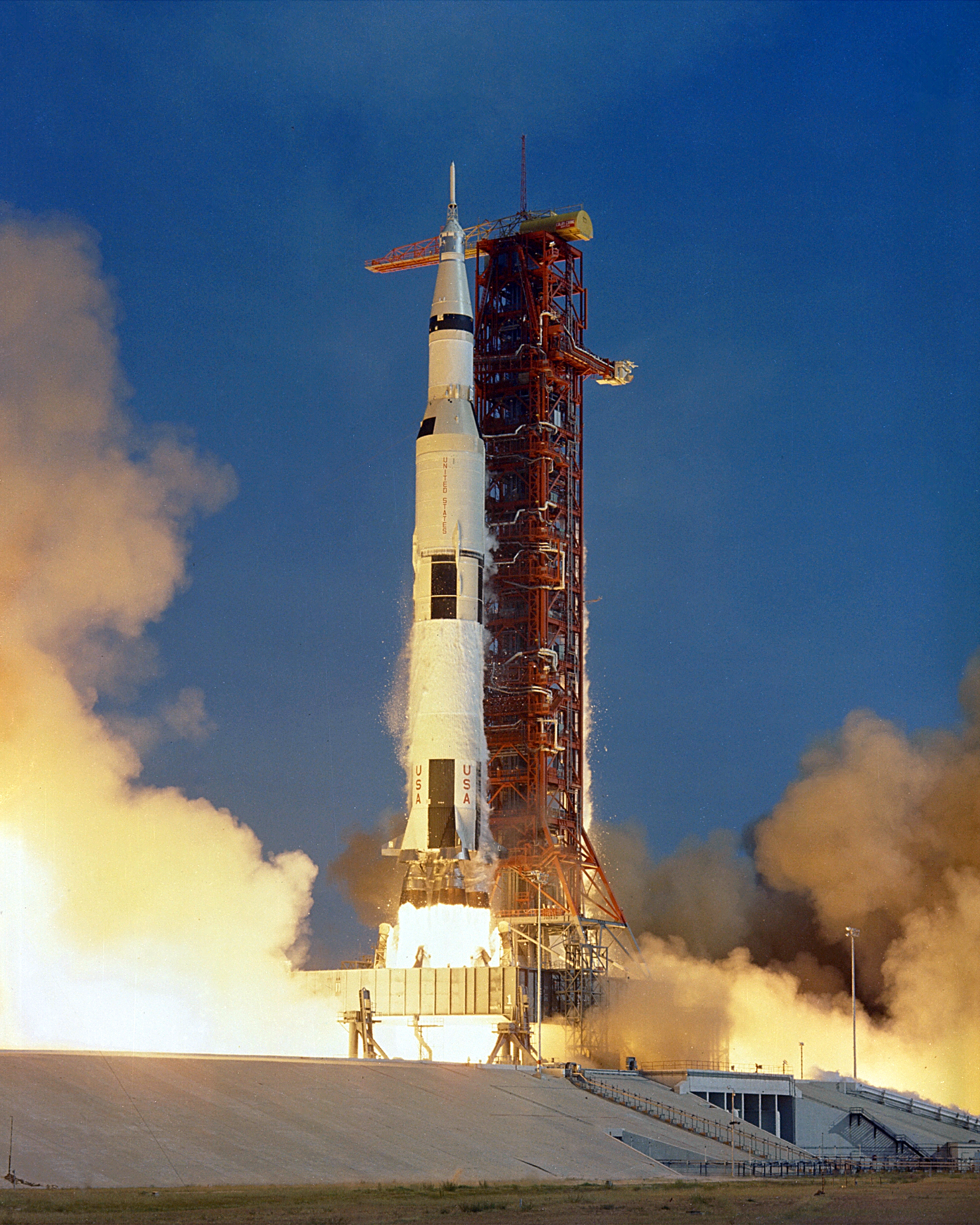
Le lanceur Saturn V (Apollo 11).

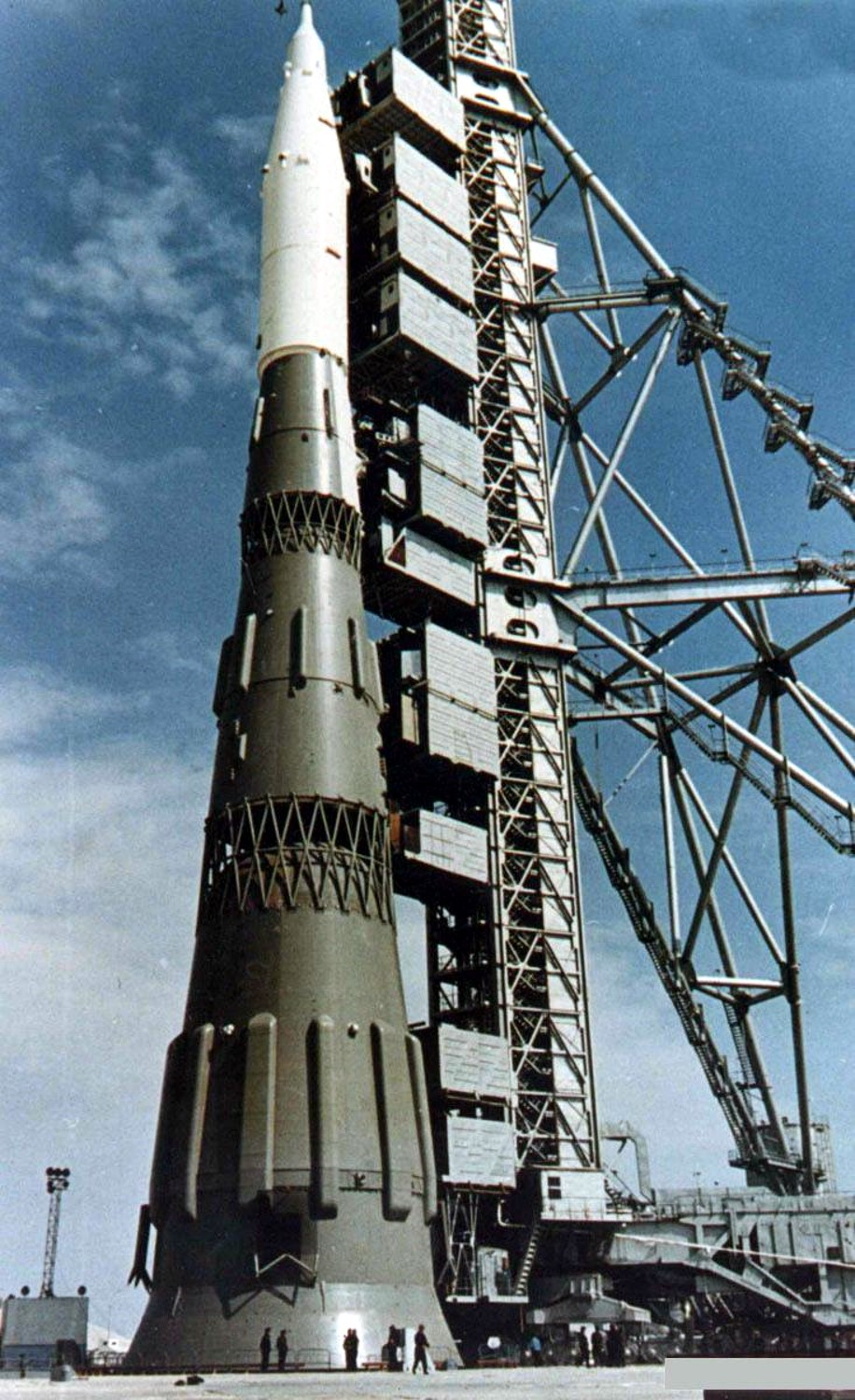
Maquette à l'échelle 1 de la N1.

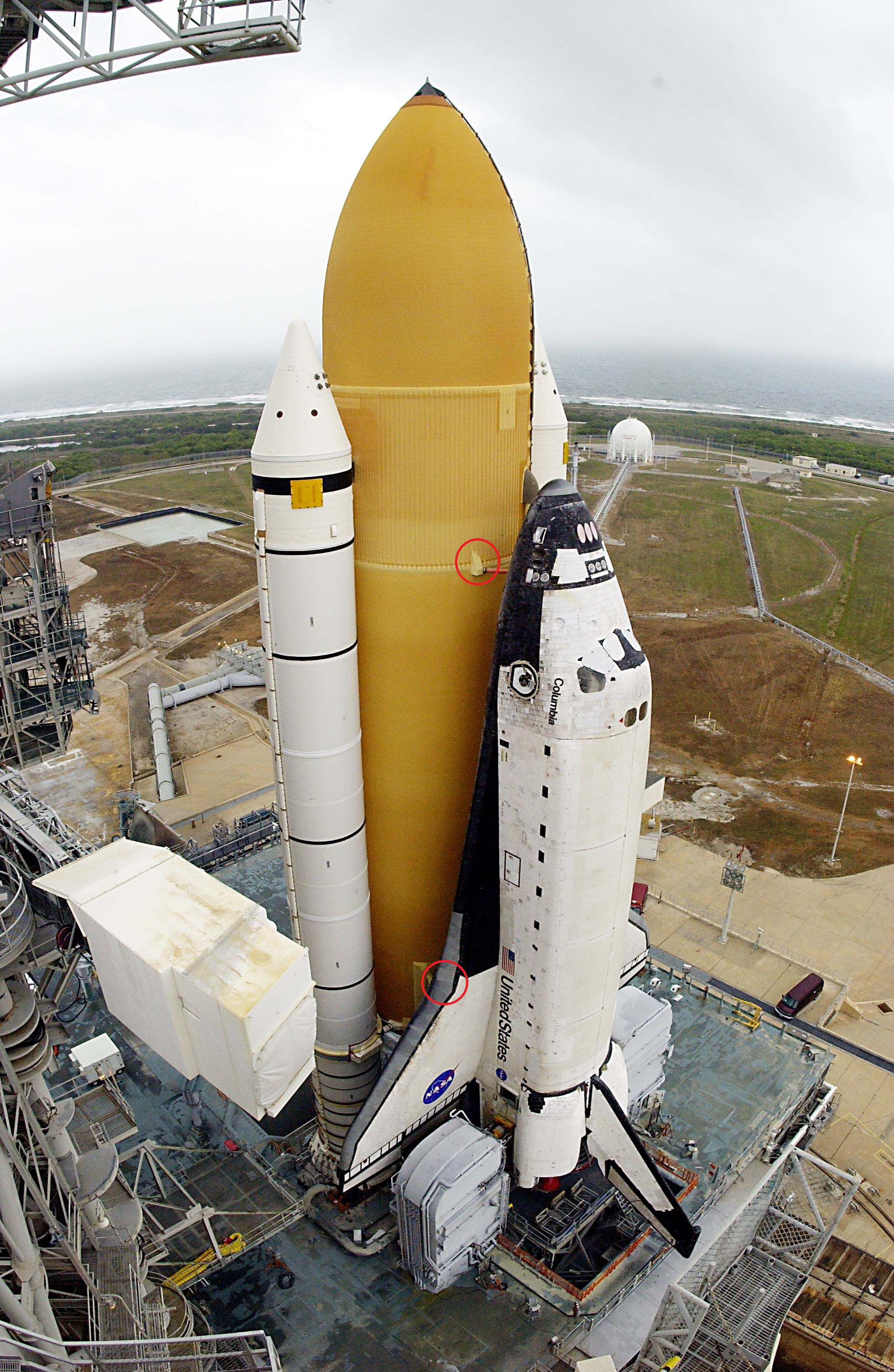
La navette Columbia de STS-107 sur son pas de tir.

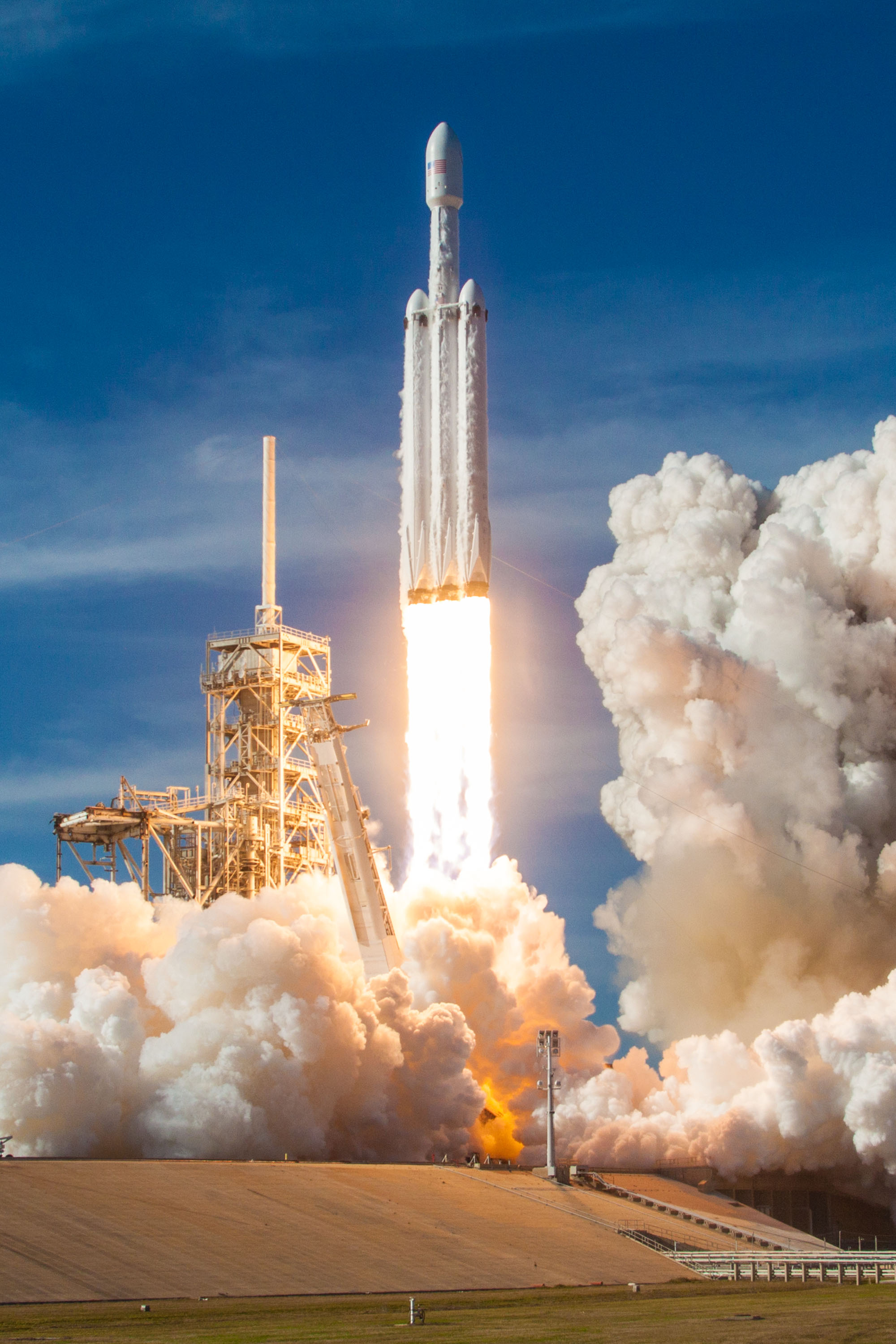
La Falcon Heavy.

Le SLS Bloc 1 d'Artemis 1.

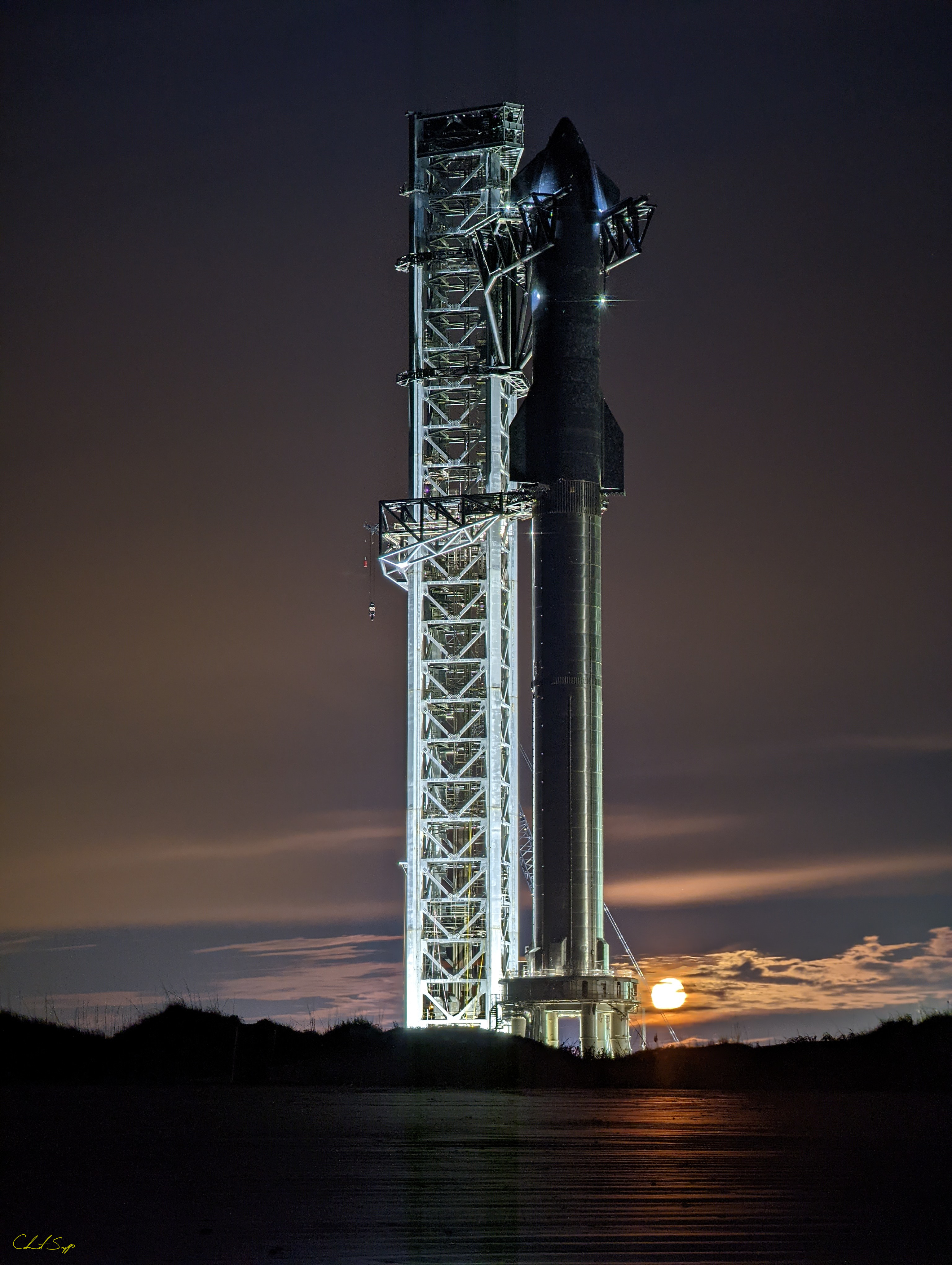
Starship.

Un lanceur super lourd est un lanceur spatial capable de placer une charge utile de masse supérieure à 50 tonnes en orbite terrestre basse. Si le lanceur peut placer une charge utile inférieure à 50 tonnes, on parle alors de lanceur lourd.

## Historique des lanceurs super lourds
Les premiers lanceurs lourds ont été développés pendant la Course à la Lune, au cours de laquelle les États-Unis et l'Union soviétique se sont affrontés pour être les premiers à envoyer un Homme de leur nationalité sur la Lune. Pour transporter les astronautes dans des vaisseaux spatiaux — de taille relativement grande et massive par rapport aux sondes lunaires — de la Terre à la Lune, il était nécessaire de développer des fusées de dimensions impressionnantes et de grande puissance. Les États-Unis développent la fameuse « Saturn V » de Wernher von Braun, lanceur emblématique du Programme Apollo, capable de placer jusqu’à 140 tonnes en orbite basse (LEO en Anglais pour Low Earth Orbit). L’Union soviétique développe quant à elle dans le plus grand secret la rivale de la Saturn V, la « N-1 » de Sergueï Korolev, capable de placer 95 tonnes en LEO. Pour des raisons politiques et techniques, les lancements de N-1 de 1969 à 1972 furent tous des échecs, le tout couronné par le succès de la mission américaine Apollo 11 lancée sur une Saturn V, durant lequel deux astronautes, Armstrong et Aldrin, marchèrent sur la Lune.
D'autres lanceurs super lourds, encore plus grands et plus puissants, ont été envisagés : le lanceur Nova, qui aurait pu placer 450 tonnes en LEO, était une évolution plus puissante de Saturn V et un choix potentiel de lanceur pour le Programme Apollo dans le cadre d'un scénario « Lune direct », qui fut abandonné au profit du scénario « rendez-vous orbital lunaire » (LOR) qui ne nécessitait que la fusée moins puissante Saturn V. D'autres fusées de la famille Saturn ont été étudiées mais abandonnées. Robert Truax, ingénieur chez Aerojet, développa en 1962 le « Sea Dragon », un lanceur dépassant la taille et la puissance de tous ce qui a été étudié jusqu’à maintenant : il devait placer 550 tonnes en LEO. Du côté soviétique, l'UR-700 de Vladimir Tchelomeï était un candidat de lanceur pour le programme lunaire soviétique, mais c'est la N-1 qui fut retenue. Tchelomeï a également développé l'UR-900, destinée à une mission vers Mars. À partir de 1973, avec l’envoi de Skylab par une Saturn V INT-21, plus aucun lanceur super lourd n'était en service pendant 8 ans.
Le programme Apollo a pris fin pour laisser place à l'ère des navettes spatiales. La navette spatiale américaine avait pour particularité d'être réutilisable : la navette et les boosters pouvaient être réutilisés, sauf le réservoir externe. L'ensemble était capable de placer 133,5 t avec l'orbiteur, mais la charge utile réelle était de 24 t maximum en LEO. En réponse à la création de la navette spatiale, l'URSS a développé Energuia, un lanceur capable de placer 105 t en LEO. Il existe sous plusieurs configurations, dont celle avec la navette spatiale soviétique appelée Bourane, capable de placer seulement 30 t en LEO. C'est encore aujourd'hui le deuxième lanceur de l'histoire avec la plus grande capacité après la Saturn V, ainsi que celui développant la poussée la plus importante, après le N1. Energuia ne volera que 2 fois, les deux fois avec succès, dont l'un des vols avec Bourane. Energuia et Bourane ont été abandonnés, principalement à cause de la chute de l'URSS qui a bouleversé le pays. La navette spatiale américaine, quant à elle, a continué sa carrière, mais a été retirée du service en 2011, à cause des accidents de Challenger et Columbia, qui ont remis en cause sa fiabilité.
La société SpaceX est fondée en 2002 par Elon Musk, devenu multimillionnaire en revendant l'entreprise PayPal. L'objectif d'Elon Musk est de concevoir des lanceurs capables de diminuer fortement le coût de mise en orbite et ainsi de permettre l'essor du spatial civil. Leur premier lanceur léger, Falcon 1, enchaine les échecs mais parvint néanmoins à s'en sortir avec 2 lancements réussis sur les 5. La société développe par la suite la Falcon 9, un lanceur partiellement réutilisable. Il sert notamment à l'envoi de satellites et à la mise en orbite de Crew Dragon à destination de la Station spatiale internationale. Le 6 février 2018, SpaceX réussit le lancement de son premier lanceur super-lourd Falcon Heavy, capable de placer 63 t en version consommable.
Pour le retour de l'Homme sur la Lune, la NASA met en place le programme Constellation, comprenant l'Ares I, IV et V, ces deux derniers étant des lanceurs super-lourds. Ils sont capables de placer respectivement 122 t et 188 t en LEO. Leur conception repose sur la réutilisation de développements existants, en particulier des propulseurs d'appoint à poudre de la navette spatiale américaine. Début 2011, le programme Constellation prend fin. Le programme Artemis renaît des cendres de Constellation, avec notamment le développement du Space Launch System (SLS) qui a les mêmes bases de développement que celles des Ares. Le SLS se décline en plusieurs versions, dont la plus faible (Bloc 1) est capable de placer 70 tonnes en LEO et la plus puissante (Bloc 2) est capable de placer 130 t en LEO.
En 2011, la Chine qui prend de plus en plus de place dans le secteur spatial, annonce le développement de la Longue Marche 9, capable de placer 150 tonnes en LEO. Également, une version plus légère (Longue Marche 10) est envisagée, capable de placer 70 tonnes en orbite basse, similaire au Bloc 1 du lanceur américain Space Launch System. Côté Russie, un nouveau lanceur spatial super-lourd prend naissance, appelé Yenisei. Il est capable de placer 103 tonnes en LEO. Le développement de Yenisei est toutefois interrompu en 2021 au profit du lanceur moins puissant Angara.
SpaceX développe à partir de 2017 le Starship, le lanceur super-lourd qui devient, lors de son premier vol le 20 avril 2023, la fusée la plus grande et la plus puissante à jamais avoir décollé et la première entièrement réutilisable. Le Starship est basé sur des travaux plus anciens de SpaceX sur un lanceur super-lourd.

## Comparaison de quelques lanceurs super lourds
Les masses indiquées dans les tableaux ci-dessous sont mesurées sur trois types d'orbites :
- LEO : orbite terrestre basse (Low Earth Orbit) ;
- GTO : orbite de transfert géostationnaire (Geostationary Transfer Orbit);
- TLI : injection trans-lunaire (Trans-Lunar Injection).

### Lanceurs opérationnels
| Lanceur      | Configuration     | Pays ou Agence multinationale | Constructeur | Masse sur LEO (t) | Masse sur GTO (t) | Masse sur TLI (t) | Coût (millions US$) | Coût/kg (LEO) | Coût/kg (GTO) | Vols réussis/Nbre de vols total   | Statut                    |
| ------------ | ----------------- | ----------------------------- | ------------ | ----------------- | ----------------- | ----------------- | ------------------- | ------------- | ------------- | --------------------------------- | ------------------------- |
| Falcon Heavy | Consommable       | États-Unis                    | SpaceX       | 63,8,             | 26,7,             |                   | 150,                | 1 520         | 3 633         | 11/11                             | Opérationnel              |
| Falcon Heavy | Semi-réutilisable | États-Unis                    | SpaceX       | 57                | 16                |                   | 95                  |               |               | 11/11                             | Opérationnel              |
| SLS          | Bloc 1            | États-Unis                    | NASA         | 95                |                   | >27               |                     |               |               | 1/1                               | Opérationnel              |
| Starship     | Bloc 1            | États-Unis                    | SpaceX       | 100               |                   |                   |                     |               |               | 0/0 (orbital) 4/6 (quasi-orbital) | En cours de qualification |
| Starship     | Bloc 2            | États-Unis                    | SpaceX       | 100 à 150         | 21                |                   |                     |               |               | 0/0 (orbital) 0/3 (quasi-orbital) | En cours de qualification |

### Lanceurs en développement

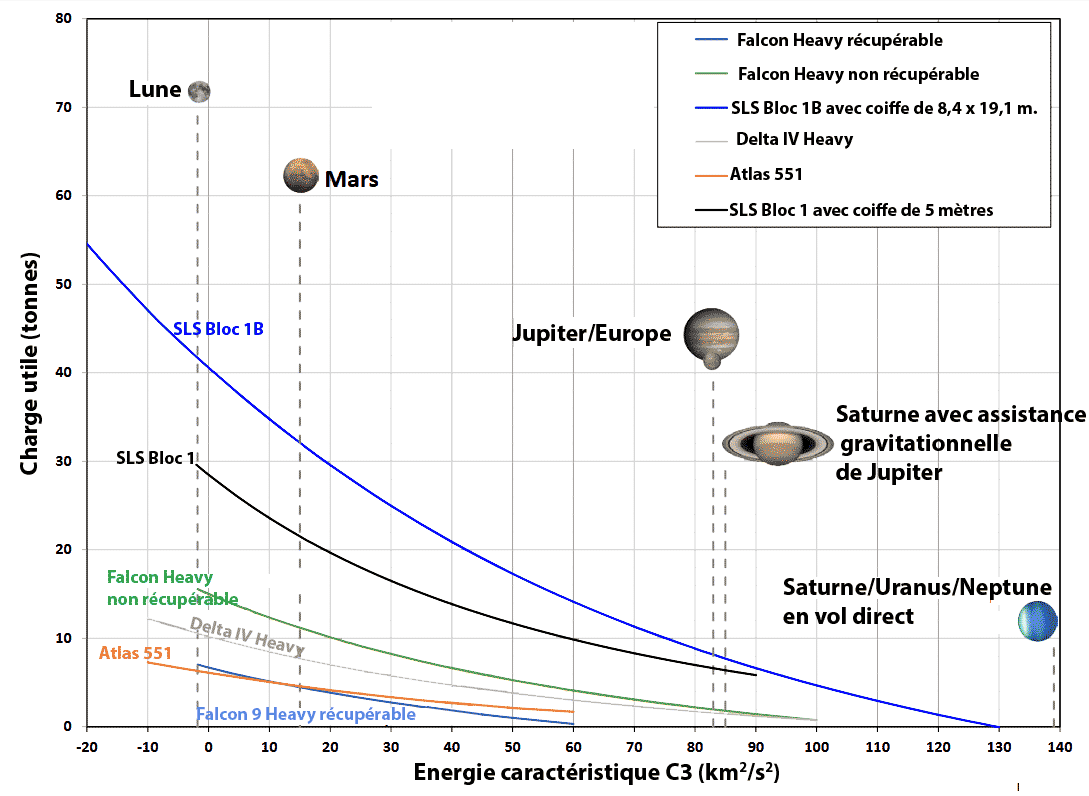
Comparaison des capacités des principaux lanceurs lourds avec le SLS pour des missions d'exploration du système solaire.

| Lanceur          | Configuration                | Pays ou Agence multinationale | Constructeur                                         | Masse sur LEO (t) | Masse sur GTO (t) | Masse sur TLI (t) | Vol inaugural planifié | Nbre de vols d'essais           | Statut                    |
| ---------------- | ---------------------------- | ----------------------------- | ---------------------------------------------------- | ----------------- | ----------------- | ----------------- | ---------------------- | ------------------------------- | ------------------------- |
| Starship         | Bloc 1                       | États-Unis                    | SpaceX                                               | 50 à 100          |                   |                   | 2023                   | 6 (quasi-orbital) 7(suborbital) | En cours de qualification |
| Starship         | Bloc 2                       | États-Unis                    | SpaceX                                               | 100 à 150         | 21                |                   | 2025                   | 3 (quasi-orbital)               | En cours de qualification |
| Starship         | Bloc 3                       | États-Unis                    | SpaceX                                               | 150 à 250         |                   |                   |                        | 0                               | Développement             |
| Starship         | Tanker (avec ravitaillement) | États-Unis                    | SpaceX                                               |                   | 100 à 150         | 100               |                        | 0                               | Développement             |
| SLS              | Bloc 1B                      | États-Unis                    | NASA                                                 | 105               |                   | 42                | 2027                   | 0                               | Développement             |
| SLS              | Bloc 2                       | États-Unis                    | NASA                                                 | 130               |                   | >46               | 2030                   | 0                               | À l'étude                 |
| Longue Marche 10 | Longue Marche 10             | Chine                         | Académie chinoise de technologie des lanceurs (CALT) | 70                |                   | 27                | 2027                   | 0                               | Développement             |
| Longue Marche 9  | Consommable                  | Chine                         | Académie chinoise de technologie des lanceurs (CALT) | 130 à 140         |                   |                   | 2028 à 2030            | 0                               | Développement             |
| Longue Marche 9  | Semi-réutilisable            | Chine                         | Académie chinoise de technologie des lanceurs (CALT) | 150               |                   | 50 à 53           | 2028 à 2030            | 0                               | À l'étude                 |
| Ienisseï (en)    | Ienisseï (en)                | Russie                        | RKK Energuia                                         | 103               |                   |                   | 2028                   | 0                               | Développement reporté     |
| Energia-3K       | Energia-3K                   | Russie                        | RKK Energuia                                         | 50                |                   |                   | 2027                   | 0                               | Développement             |
| Energia-6K       | Energia-6K                   | Russie                        | RKK Energuia                                         | 88                |                   |                   | 2028                   | 0                               | Développement             |
| Energia-6KV      | Energia-6KV                  | Russie                        | RKK Energuia                                         | 108               |                   |                   | 2033                   | 0                               | Développement             |

### Lanceurs retirés du service
| Lanceur                     | Pays ou Agence multinationale | Constructeur                                                         | Masse sur LEO (t)          | Masse sur GTO (t) | Masse sur TLI (t) | Coût (millions US$) | Coût/kg (LEO) | Coût/kg (GTO) | Vols réussis/Nbre de vols total | Statut |
| --------------------------- | ----------------------------- | -------------------------------------------------------------------- | -------------------------- | ----------------- | ----------------- | ------------------- | ------------- | ------------- | ------------------------------- | ------ |
| Saturn V                    | États-Unis                    | Boeing (S-IC) North American (S-II) Douglas (S-IVB)                  | 118 à 140,                 |                   | 45                |                     |               |               | 12/12                           | Retiré |
| Navette spatiale américaine | États-Unis                    | Thiokol (SRBs) Martin Marietta (ET) Rockwell International (Orbiter) | 24,5 (133,5 avec orbiteur) | 3,8               |                   | 300                 | 10 416        | 50 874        | 132/135                         | Retiré |
| Saturn INT-21               | États-Unis                    | Boeing (S-IC) North American (S-II)                                  | 115,9,                     |                   |                   |                     |               |               | 1/1                             | Retiré |
| Energuia                    | Union soviétique              | RKK Energia                                                          | 105                        | 27                | 29                |                     |               |               | 2/2,                            | Retiré |
| N1                          | Union soviétique              |                                                                      | 95                         |                   | 23,5              |                     |               |               | 0/4                             | Retiré |
| N1F                         | Union soviétique              |                                                                      | 105                        |                   |                   |                     |               |               | 0/0                             | Annulé |

### Projets abandonnés
| Lanceur    | Pays ou Agence multinationale | Constructeur            | Masse sur LEO (t) | Masse sur GTO (t) | Masse sur TLI (t) | Coût (millions US$) | Coût/t (LEO) | Coût/t (GTO) | Vols réussis/Nbre de vols total | Statut           |
| ---------- | ----------------------------- | ----------------------- | ----------------- | ----------------- | ----------------- | ------------------- | ------------ | ------------ | ------------------------------- | ---------------- |
| UR-700M    | Union soviétique              | URSS                    | 750               |                   |                   |                     |              |              | 0/0                             | Projet abandonné |
| Sea Dragon | États-Unis                    | Aerojet                 | 550               |                   |                   |                     |              |              | 0/0                             | Projet abandonné |
| Nova       | États-Unis                    | NASA                    | 450               |                   | 150               |                     |              |              | 0/0                             | Projet abandonné |
| UR-900     | Union soviétique              | URSS                    | 240               |                   | 80                |                     |              |              | 0/0                             | Projet abandonné |
| Saturn C-8 | États-Unis                    | NASA                    | 210               |                   | 70                |                     |              |              | 0/0                             | Projet abandonné |
| Vulkan     | Union soviétique              | RKK Energuia            | 200               |                   |                   |                     |              |              | 0/0                             | Projet abandonné |
| Ares V     | États-Unis                    | Alliant Techsystems TBD | 188               |                   | 71                |                     |              |              | 0/0                             | Projet abandonné |
| UR-700     | Union soviétique              | URSS                    | 151               |                   | 50                |                     |              |              | 0/0                             | Projet abandonné |